# ウリジン二リン酸グルクロン酸
ウリジン二リン酸グルクロン酸（ウリジンにリンさんグルクロンさん、英: Uridine diphosphate glucuronic acid、UDP-グルクロン酸、英: UDP glucuronic acid）は、ウリジン二リン酸 (UDP) にグルクロン酸がグリコシド結合した化合物。糖ヌクレオチドの一種で、多糖の合成に使われる。また、アスコルビン酸の生合成の中間生成物である（サル目とテンジクネズミを除く）。
NAD+を補因子としてUDP-グルコース-6-デヒドロゲナーゼ（EC 1.1.1.22）によってUDP-グルコースから生合成される。この物質は、グルクロン酸転移酵素反応におけるグルクロノシル基(グルクロン酸)の供給元である。